# Banovina Vardar
Banovina Vardar sau Banatul Vardar (în macedoneană Вардарска бановина, transliterat: Vardarska banovina; în sârbă Вардарска бановина / Vardarska banovina) a fost o provincie (banat) a Regatului Iugoslaviei între 1929 și 1941.

## Context
Din 1929, Regatul Iugoslaviei a fost împărțit administrativ (pentru a treia oară) în nouă provincii noi sau banate numite banovine. Granițele lor au fost concepute în mod intenționat, astfel încât acestea să nu corespundă nici granițelor dintre grupurile etnice, nici frontierelor imperiale anterioare războiului mondial. Au fost numite după diferite caracteristici geografice, în mare parte râuri importante. În 1931 au fost făcute modificări ușoare la granițele lor odată cu noua Constituție Iugoslavă.

## Istorie
Banovina Vardar a fost situată în partea de sud a țării, cuprinzând toată Macedonia de Nord de astăzi, părți de sud  și de est ale Serbiei și din Kosovo. A fost numită după râul Vardar, iar capitala sa administrativă a fost orașul Skopje. Conform statisticilor din 1930 ale Biroului central de presă al Consiliului ministerial din cele 9 banovine iugoslave, banovina „Vardarska” era cea mai mare având o suprafață de 38.879 km²; în timp ce populația sa a fost a patra din Regatul Iugoslaviei cu 1.386.370 de locuitori. De asemenea, populația sa a avut cele mai grave probleme de sănătate din Regatul Iugoslaviei, în special de tifos și variolă și a necesitat un Institut de igienă, 3 spitale, 6 dispensare și case de convalescență. Pe de altă parte, spre deosebire de banovinele care, până la crearea Iugoslaviei, aparțineau imperiului austro-ungar și Muntenegrului, Banovina Vardar nu a moștenit datorii. Conform Constituției Regatului Iugoslaviei din 1931, Banovina Vardar era delimitată la nord de Banovinele Zeta și Morava, iar la est, sud și vest de frontierele de stat cu Regatul Bulgariei, Grecia și Albania. 
În 1941, în al Doilea Război Mondial, Puterile Axei au ocupat Banovina Vardar și au împărțit-o între Bulgaria, Serbia ocupată de Germania și Albania ocupată de Italia. 
În urma celui de-al Doilea Război Mondial, partea de sud a regiunii a devenit Republica Socialistă Macedonia, în timp ce părțile din nord au făcut parte din Republica Socialistă Serbia, ambele din Republica Socialistă Federativă Iugoslavia.

## Lista banilor (conducătorilor)
Aceasta este o listă a banilor (conducătorilor) Banovinei Vardar:
- Živojin Lazić (1929–1932)
- Dobrica Matković (1932–1933)
- Dragoslav Đorđević (1933–1935)
- Ranko Trifunović (1935–1936)
- Dušan Filipović (1936)
- Dragan Paunović (1936–1937)
- Marko Novaković (1937–1939)
- Vladimir Hajduk-Veljković (1939)
- Aleksandar Cvetković (1939)
- Aleksandar Andrejević (1939–1940)
- Žika Rafajlović (1940–1941)

## Orașe
Aceasta este o listă a orașelor Banovinei Vardar:
- Skoplje (capitala)
- Berovo
- Bitolj
- Bosiljgrad
- Carevo Selo
- Debar
- Dragaš
- Đevđelija
- Gnjilane
- Gostivar
- Južni Brod
- Kačanik
- Kavadarci
- Kičevo
- Kočane
- Kratovo
- Kriva Palanka
- Kruševo
- Kumanovo
- Lebane
- Leskovac
- Negotino
- Ohrid
- Preševo
- Prilep
- Priština
- Prizren
- Radovište
- Resan
- Rostuša
- Strumica
- Surdulica
- Suva Reka
- Sveti Nikola
- Štip
- Tetovo
- Uroševac
- Valandovo
- Veles
- Vladičin Han
- Vranje

## Galerie de imagini

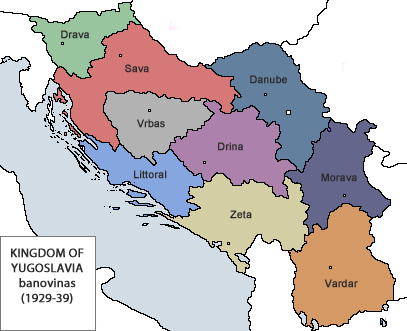
Harta banovinelor iugoslave din 1929 (Banovina Vardar este la sud)
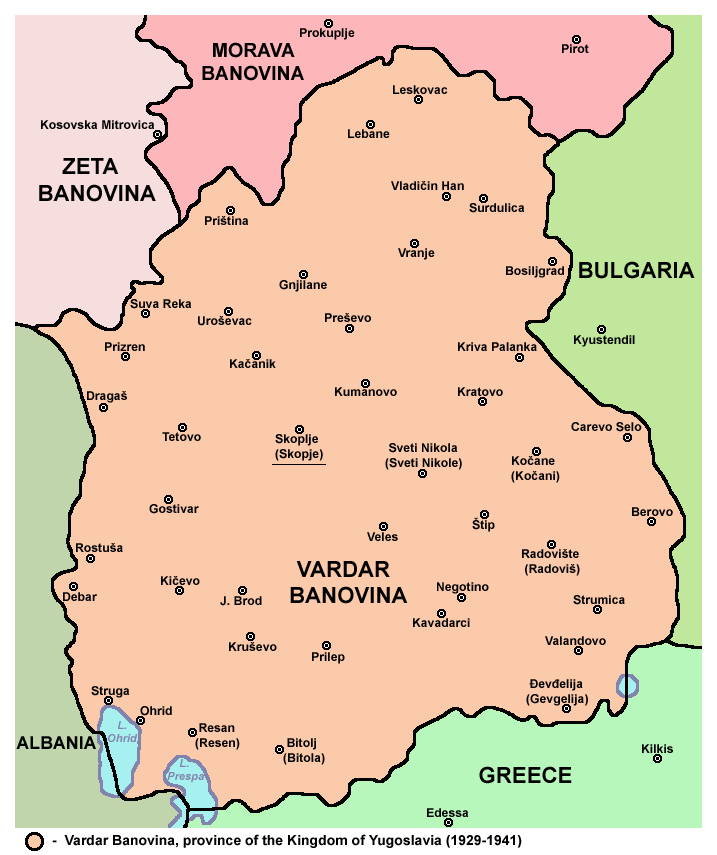
Banovina Vardar  - hartă
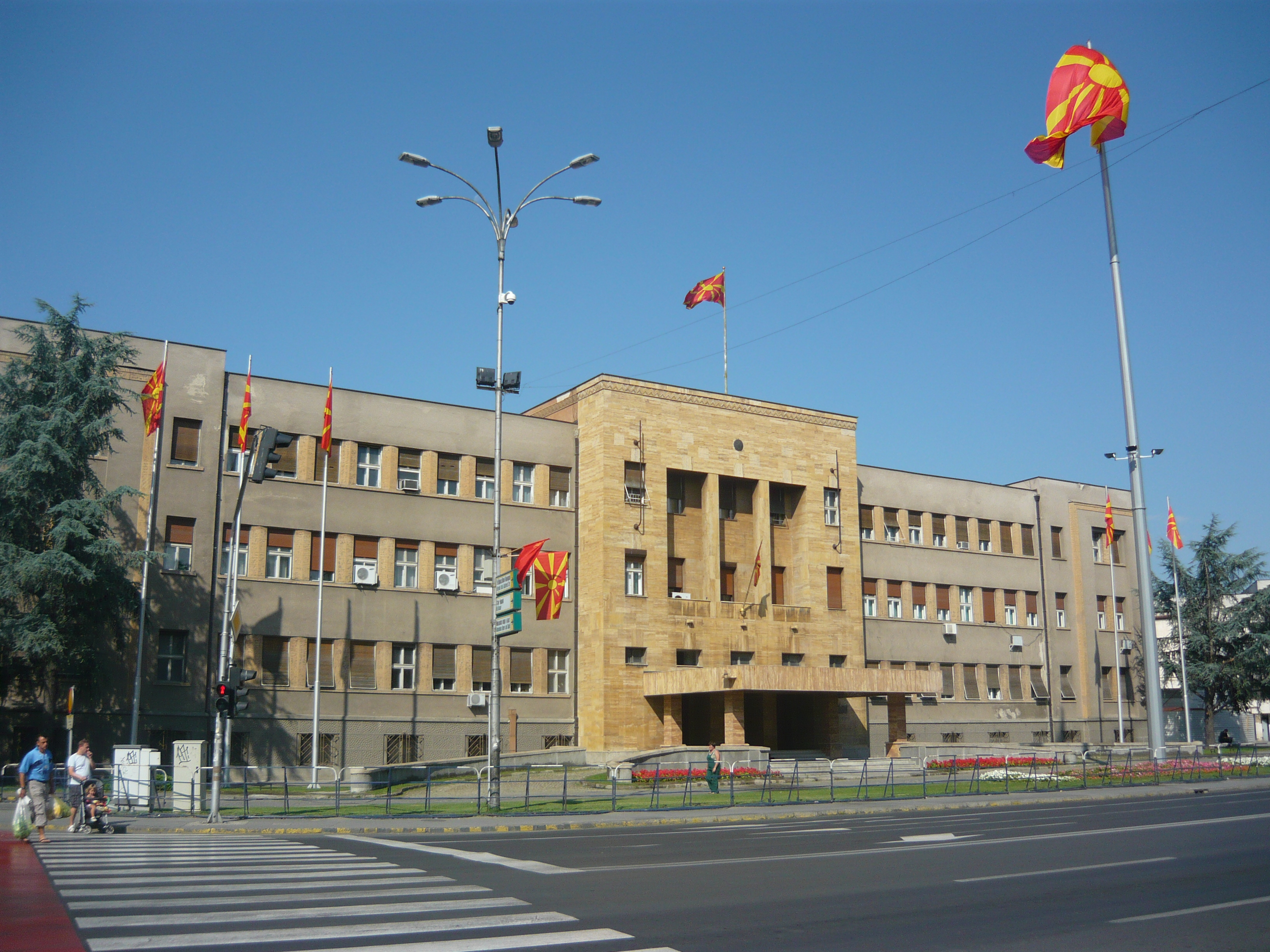
Clădirea administrativă a Banovinei, astăzi Adunarea Republicii Macedonia de Nord